# Carl Bowallius
Carl Erik Alexander Bowallius (født 31. juli 1849, død 8. november 1907) var en svensk videnskabsmand, søn af Robert Mauritz Bowallius. 
Bowallius blev student 1868, dr. phil. 1875
og s. A. Docent i Upsala og Assistent ved det
zool. Museum. Livet igennem foretog han lange
Rejser i det meste af Europa samt
Centralamerika. 1888-93 gjorde han hver Sommer
lange Fodture i Norrlands dengang ret ukendte
Lapmarker for at studere Skovforholdene.
1893-96 var B. Inspektør ved det biol. Museum.
1897-1900 og 1904 undersøgte han
Kautsjukskovene i Venezuela, Guyana, Brasilien,
Vestindien og Centralamerika. 1901 anlagde han
selv en Kautsjukplantage i Trinidad. Foruden
Tidsskriftartikler har B. skrevet Contributions
to a monograph of the Amphipoda Hyperidea
I-II (i »Kgl. Vetenskapsakad. handlingar«,
1888-90), The Oxycphalids (i »Upsala
vetenskapssocietets acta« 1890), Nicaraguan antiquities
(Sthlm 1886), »Resa i Centralamerika 1881-83«
(2 Bd 1887) og »Om Norrlands skogar« (4 Bd
1892). Desuden har han overs. en Del
udenlandske Dramaer til Opførelse paa »Dram.
teatern« i Sthlm.